# Ребус
Ре́бус (лат. rebus, при помощи вещей; форма аблатива множественного числа от res — вещь) — загадка, в которой разгадываемые слова представлены в виде рисунков в сочетании с буквами, цифрами и другими знаками.
Игроку даётся слово или фраза, зашифрованная в виде последовательности рисунков, букв, слогов или чисел, которые, если произнести вслух, и должны дать искомое слово или фразу — например, число «100» с изображением человеческого лица может означать «сторож» или «сторожа».